# Larisa Cagaraeva
Larisa Viktorovna Tsagaraeva (in russo Лариса Викторовна Цагараева?; Ordžonikidze, 4 ottobre 1958) è un'ex schermitrice sovietica, dal 1992 russa, vincitrice di una medaglia d/argento nella scherma ai giochi olimpici.